# نصير أباد (غندمان)
نصیر أباد (بالفارسية: نصیرآباد) هي قرية تقع في إيران في قسم غندمان الريفي. يقدر عدد سكانها بـ 430 نسمة بحسب إحصاء 2016.